# Paukenröhrchen

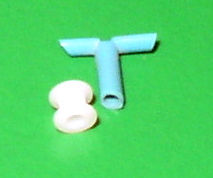
Standardpaukenröhrchen aus Teflon (links) und T-Paukenröhrchen aus Silikon

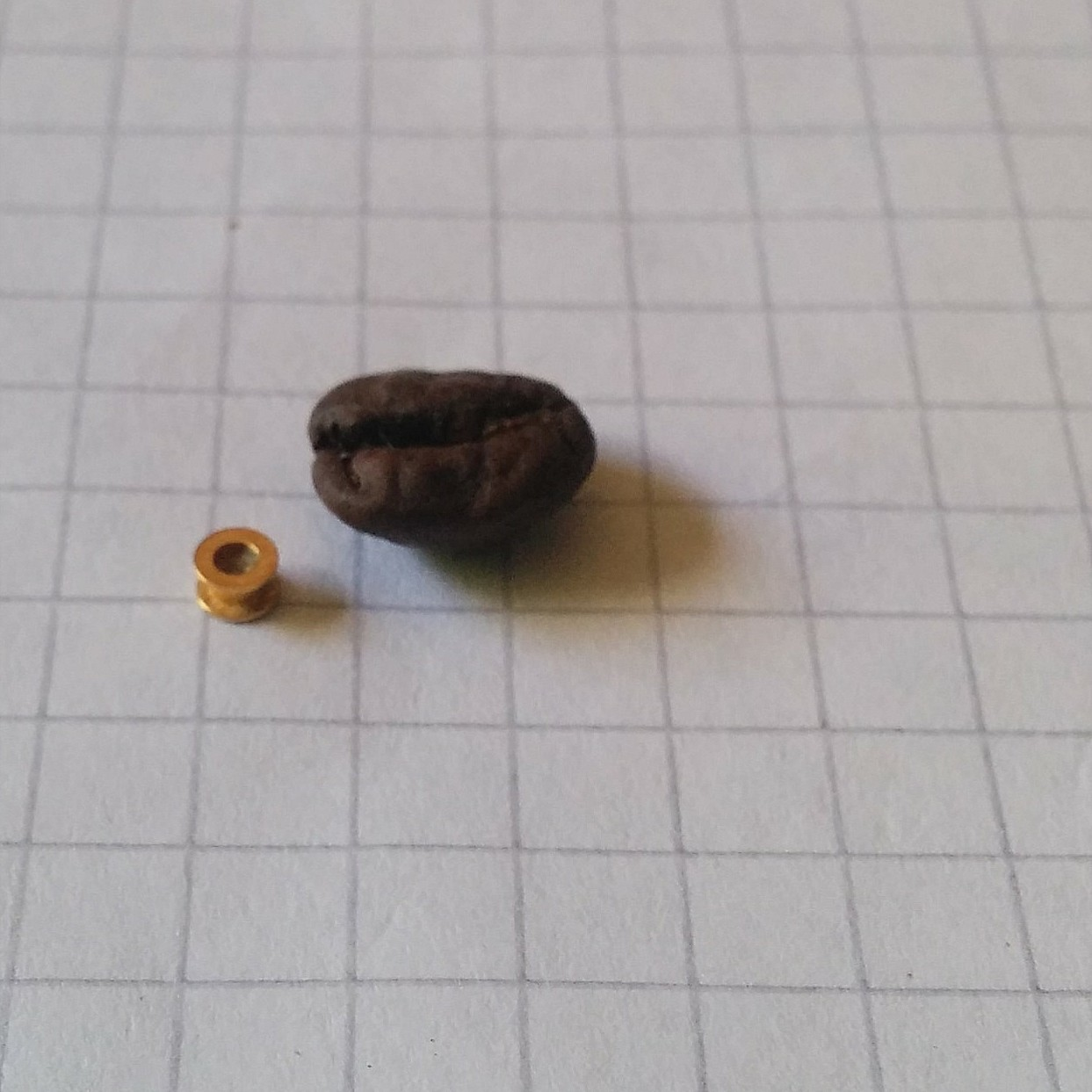
Paukenröhrchen aus Metall, daneben als Größenmaßstab eine Kaffeebohne

Ein Paukenröhrchen dient der mittel- bis langfristigen Belüftung des Mittelohres – unter anderem nach dem Absaugen (Drainage) eines Paukenergusses. Es wird in das Trommelfell eingesetzt. Vorher ist die Öffnung des Trommelfells durch eine Parazentese erforderlich. Bei Kindern erfolgt der Eingriff meist in Vollnarkose, bei Erwachsenen kann das Ohr lokal betäubt werden. Ein Standardpaukenröhrchen („Kragenknopf“) hat einen Öffnungsdurchmesser von 1–1,5 mm und wird gewöhnlich nach etwa 9–12 Monaten spontan abgestoßen oder vom Arzt entfernt. Ist eine längere Verweildauer erwünscht, wird ein T-Paukenröhrchen („Dauer-Paukenröhrchen“) verwendet. Bei Kindern wird der Eingriff meist mit einer Adenotomie (Entfernung der Rachenmandel) kombiniert, in vielen Fällen auch mit einer Entfernung der Gaumenmandeln (Tonsillektomie) bzw. deren Teilentfernung (Tonsillotomie) bei Kleinkindern.

## Paukenröhrchen und Schwimmen
Zu diesem Thema gibt es viele Ansichten und Mythen, aber auch viele wissenschaftliche Untersuchungen, die darlegen, dass Schwimmen mit Paukenröhrchen in der Regel unproblematisch möglich ist. Aufgrund der Oberflächenspannung von Wasser kommt unter normalen Bedingungen kein Wasser durch das sehr kleine Lumen der Röhrchen. Seife setzt die Spannung allerdings herab, ein leichteres Durchdringen ist wahrscheinlich.
Verschiedene Studien untersuchten, ab welchem Druck (cm Wassersäule (cmWS)) Wasser durch das Paukenröhrchen in das Mittelohr dringt. Die Angaben reichen von 18 cmWS bis 114 cmWS, eine aktuellere in-vitro-Studie ermittelte für Salz- und Süßwasser Werte um 50 cmWS, für Seifenwasser von 34 cmWS, mit dem zusammenfassenden Ergebnis, dass Oberflächenschwimmen problemlos möglich sei. Tieferes Tauchen oder Wasserschwall beim Springen und Spritzen erhöhen die Wahrscheinlichkeit, dass Wasser in das Mittelohr eindringt, daher wird empfohlen, dieses, ebenso wie das Eindringen von Seifenwasser, zu vermeiden.
Andere Studien untersuchten, zum Teil prospektiv, wie sich die Quote an Komplikationen durch Entzündungen („Ohrenausfluß“) bei Schwimmern und Nichtschwimmern, bzw. bei verschiedenen Vorsichtsmaßnahmen verhielt. Die Studien kamen zu dem Ergebnis, dass sich die Quote in allen Untersuchungsgruppen nicht signifikant unterschied, mit dem Schluss, dass Vorsichtsmaßnahmen, wie „Verzicht auf Schwimmen“, „Ohrenstöpsel“, „prophylaktische Gabe von Ohrentropfen“ nicht notwendig seien, den Patienten mit Paukenröhrchen „normales Schwimmen“ ermöglicht werden kann.